# Liste der Biografien/Marh
Liste der Biografien |
Portal Biografien |
Personensuche
# |
A |
B |
C |
D |
E |
F |
G |
H |
I |
J |
K |
L |
M |
N |
O |
P |
Q |
R |
S |
T |
U |
V |
W |
X |
Y |
Z |
?
 
Ma |
Mb |
Mc |
Md |
Me |
Mf |
Mg |
Mh |
Mi |
Mj |
Mk |
Ml |
Mm |
Mn |
Mo |
Mp |
Mq |
Mr |
Ms |
Mt |
Mu |
Mv |
Mw |
Mx |
My |
Mz
 
Maa |
Mab |
Mac |
Mad |
Mae |
Maf |
Mag |
Mah |
Mai |
Maj |
Mak |
Mal |
Mam |
Man |
Mao |
Map |
Maq |
Mar |
Mas |
Mat |
Mau |
Mav |
Maw |
Max |
May |
Maz
 
Mara |
Marb |
Marc |
Mard |
Mare |
Marf |
Marg |
Marh |
Mari |
Marj |
Mark |
Marl |
Marm |
Marn |
Maro |
Marp |
Marq |
Marr |
Mars |
Mart |
Maru |
Marv |
Marw |
Marx |
Mary |
Marz
Die Liste der Biografien führt alle Personen auf, die in der deutschsprachigen Wikipedia einen Artikel haben. Dieses ist eine Teilliste mit 20 Einträgen von Personen, deren Namen mit den Buchstaben „Marh“ beginnt.

## Marh

### Marha
- Marha, Josef (* 1976), tschechischer Eishockeyspieler
- Marhab ibn al-Harith, Dichter
- Marhaug, Sofie (* 1990), norwegische Politikerin

### Marhe
- Märheim, Josef Mitscha von (1828–1907), Jurist, Bankfachmann und Politiker
- Marheinecke, Reinhard (* 1955), deutscher Autor und Publizist
- Marheineke, Philipp Konrad (1780–1846), deutscher evangelischer Theologe
- Marhenke, Fred (* 1950), deutscher Judoka

### Marho
- Marhoefer, Laurie, hochschullehrende Person (Geschichtsprofessur und Holocaustforschung)
- Marhofer, Peter (* 1964), österreichischer Anästhesist und Intensivmediziner
- Marhold, Franz (* 1955), österreichischer Rechtswissenschaftler und ordentlicher Universitätsprofessor
- Marhold, Irene (1932–2017), deutsche Schauspielerin bei Bühne, Film und Fernsehen
- Marhold, Tobias (* 1969), deutscher Politiker (SPD), MdB
- Marhold, Wilhelm (* 1953), österreichischer Gynäkologe, Krankenhausmanager und Generaldirektor des Wiener Krankenanstaltenverbundes
- Marholina, Iryna Jewheniwna (* 1955), ukrainische Historikerin
- Marholm, Alf (1918–2006), deutscher Schauspieler, Hörspiel-, Hörbuch- und SynchronsprecherAlf Marholm (1918–2006)

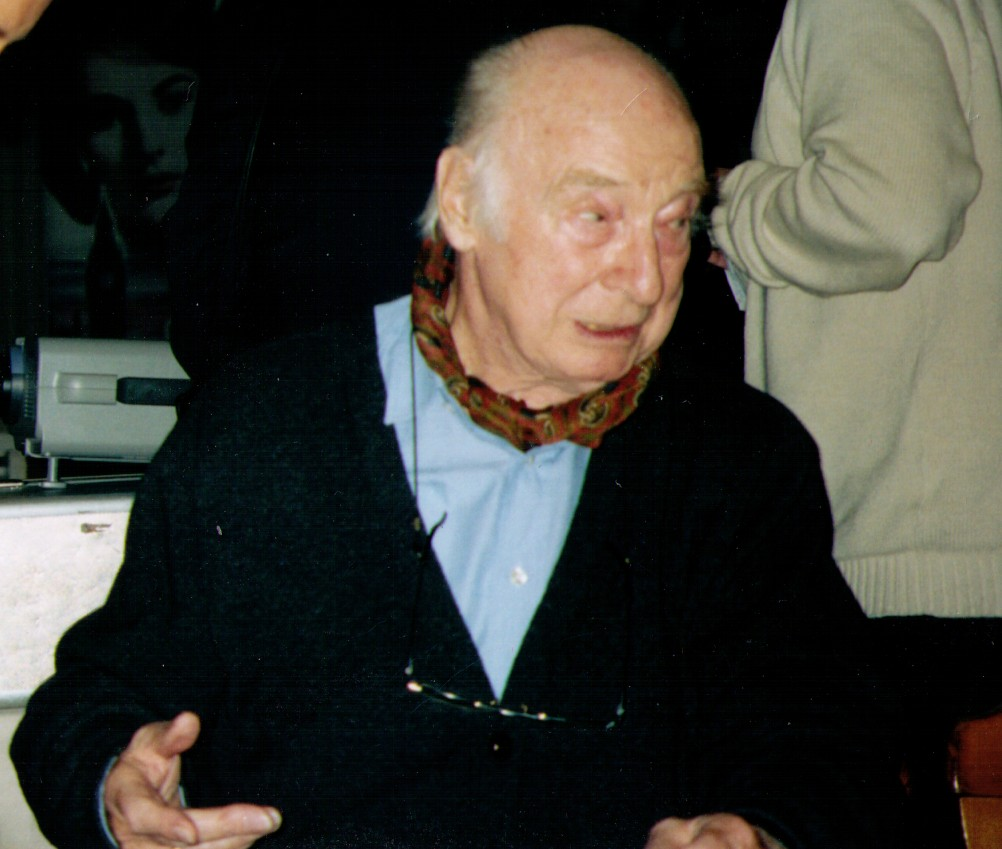
Alf Marholm (1918–2006)

- Marholm, Laura (1854–1928), deutsch-baltische Autorin
- Marholz, Kurt (1905–1984), deutscher Maler und Grafiker
- Marhoni, Ayaz († 2005), iranischer Minderjähriger, der im Iran hingerichtet wurde
- Marhoon, Mohamed (* 1998), bahrainischer Fußballspieler
- Marhoul, Václav (* 1960), tschechischer Filmschauspieler, Filmregisseur und Drehbuchautor